# Vanalinn
Vanalinn o nucli antic de Tallinn (en estonià Tallinna vanalinn) és un barri del districte de Kesklinn i alhora la part més antiga de la ciutat de Tallinn.
El barri ha sabut conservar completament la seva estructura d'origen medieval i hanseàtica. El nucli antic representa un pla de la ciutat del segle XIII excepcionalment intacte amb construccions que abasten fins al segle XVI, està totalment envoltat per les muralles de la ciutat. Des del 1997, el barri està catalogat com a Patrimoni de la Humanitat per la UNESCO.

## Edificis governamentals
A Vanalinn s'hi troba l'edifici antic de l'Ajuntament de Tallinn; el castell de Toompea, seu del parlament estonià; així com el Palau Stenbock, seu del Govern estonià; el Ministeri de Medi Rural, el Ministeri d'Afers Econòmics i Comunicacions, el Ministeri de l'Interior i Afers Regionals, i el Ministeri de Cultura.t

## Edificis culturals
Al barri també s'hi troben diversos museus i galeries, com són el Museu Vabamu de les Ocupacions i la Llibertat (Okupatsioonide muuseum), la Galeria Municipal de Tallinn, el Museu d'Història Natural d'Estònia (Eesti Loodusmuuseum i el Museu d'Arts Aplicades i Disseny d'Estònia (ETDM). així com el Teatre Von Krahl, el Teatre de Titelles, Theatrum, el Teatre Municipal (Tallinna Linnateater).

## Edificis religiosos
El nucli antic acull un total de 17 edificis religiosos de diferents confessions: l'església de Carles (Kaarli kirik), l'església de Sant Joan (Jaani kirik), l'església pentecostal d'Estònia, la catedral ortodoxa d'Alexandre Nevski, l'església de Sant Miquel, l'església de Sant Nicolau (Niguliste kirik), la catedral de Santa Maria (Toomkirik), l'església adventista de Tallinn, l'església del Sant Esperit (Pühavaimu kirik), Església del bisbe Sant Nicolau, Catedral de Sant Pere i Sant Pau (Peeter-Pauli katedraal), Església de Santa Caterina, Església Catòlica Romana, Església Apostòlica Ortodoxa, Església de la Transfiguració, Església de Sant Olaf (Oleviste kirik) i Església Greco-Catòlica ucraïnesa.

## Galeria

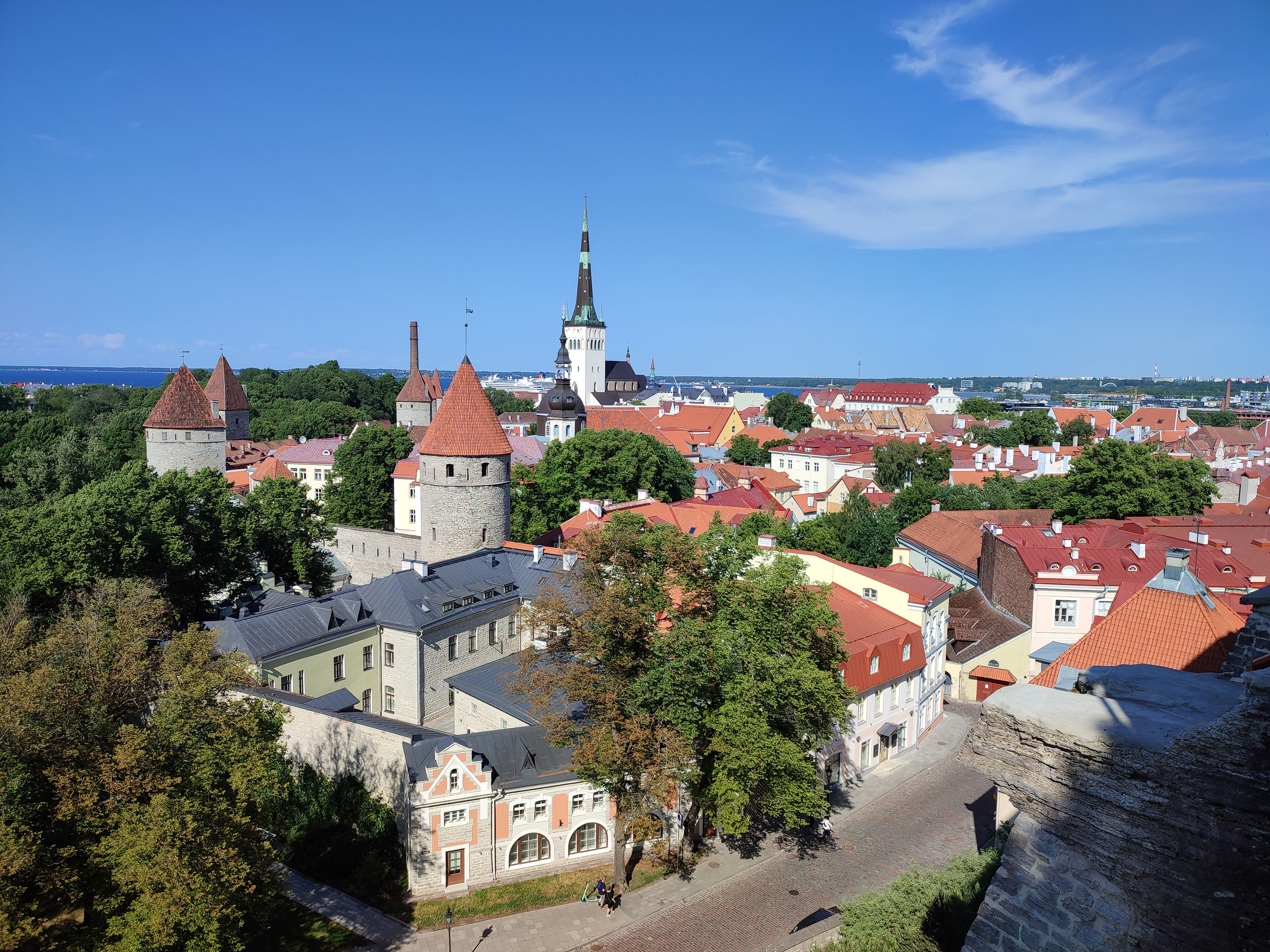
Panoràmica del barri de Vanalinn.
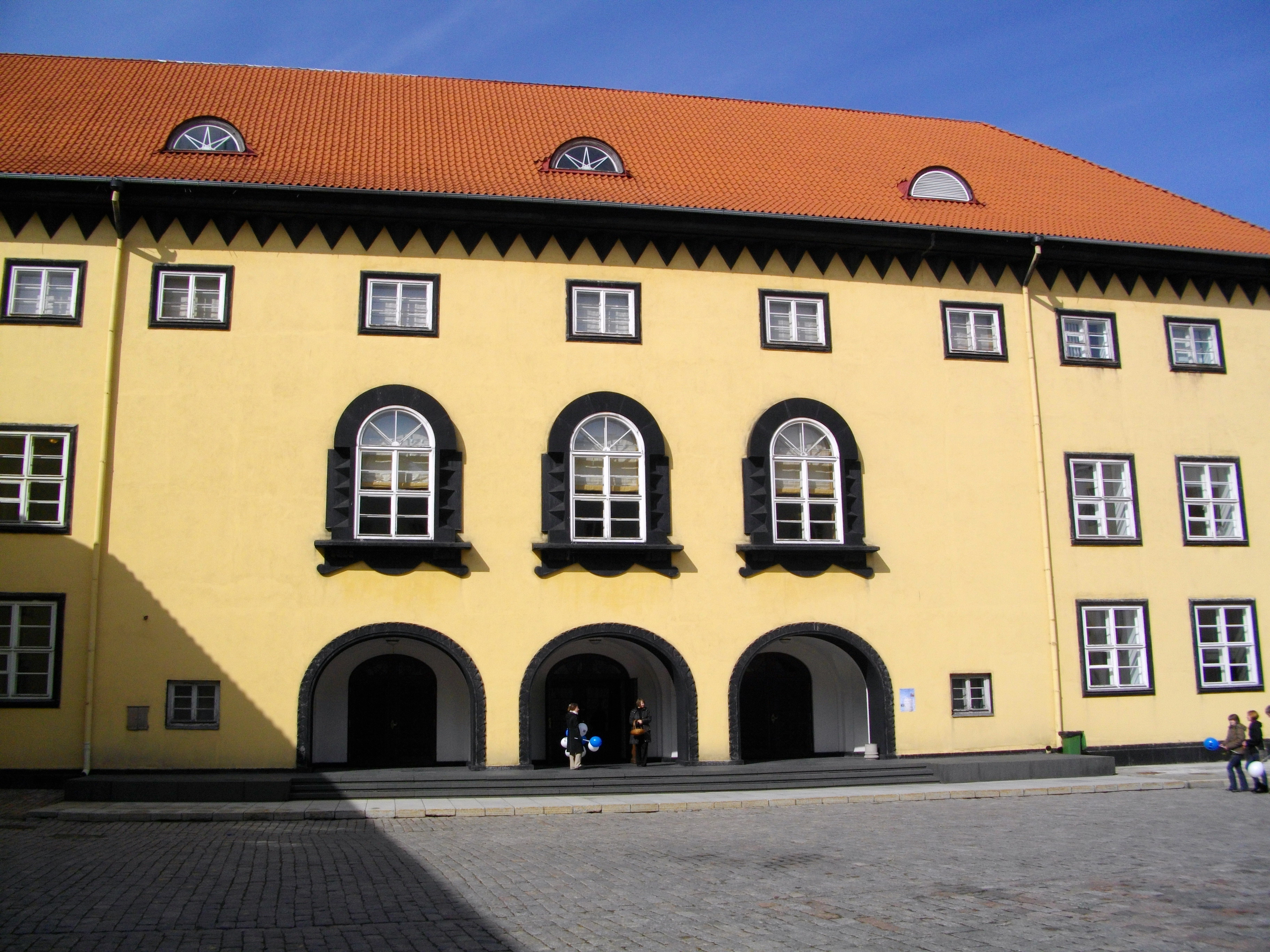
Castell de Toompea, seu del parlament estonià.
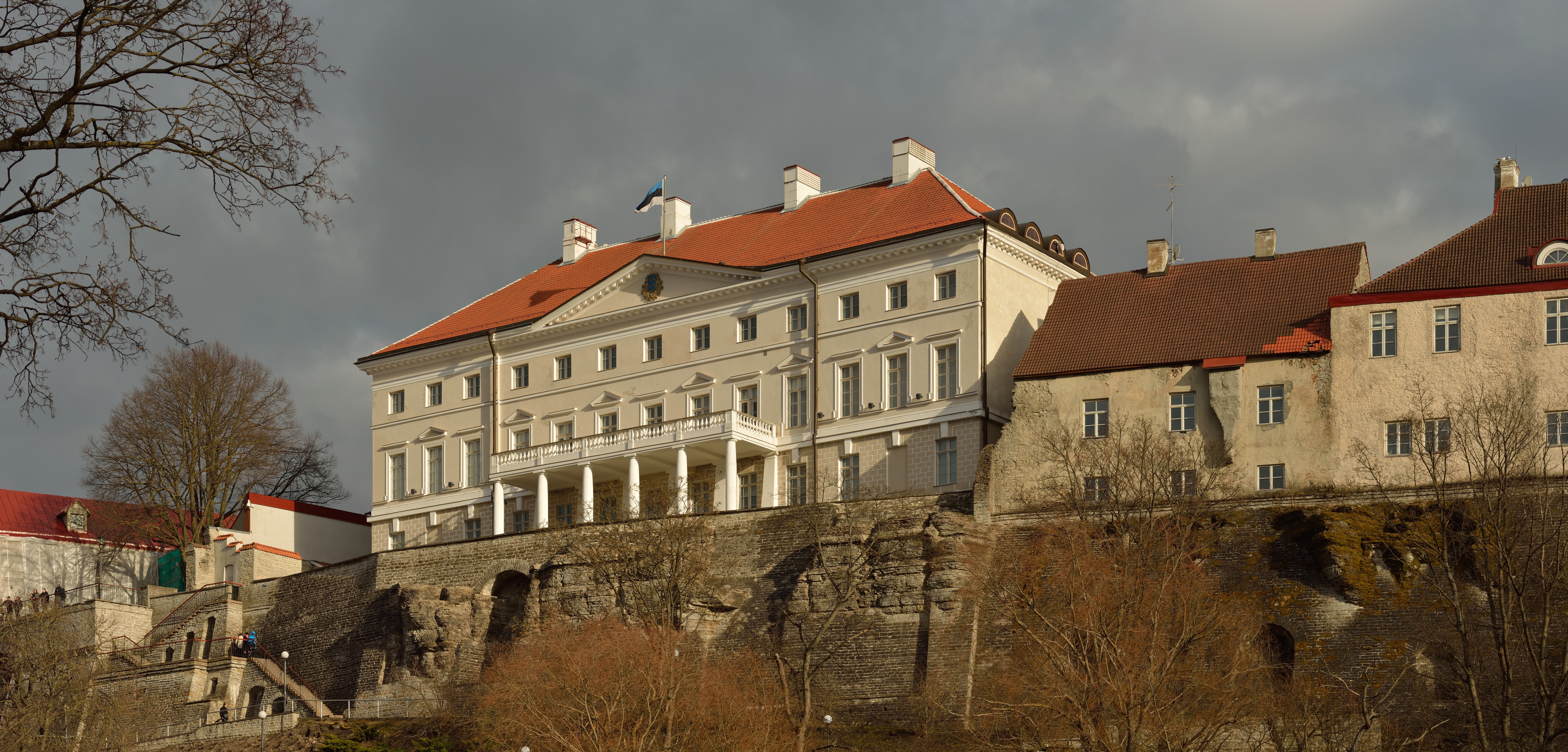
Palau Stenbock, seu del govern estonià.
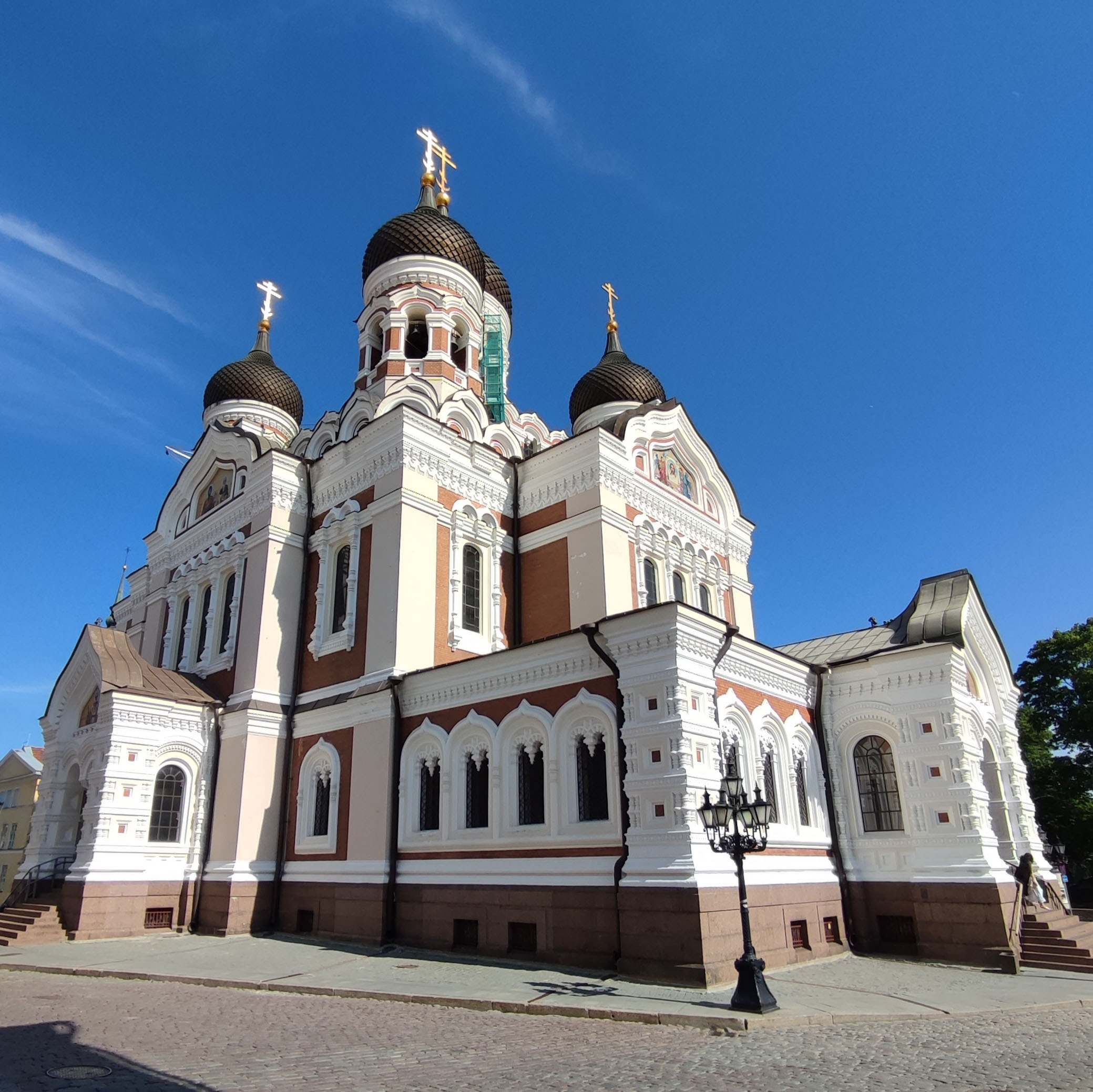
Catedral ortodoxa d'Alexandre Nevski.
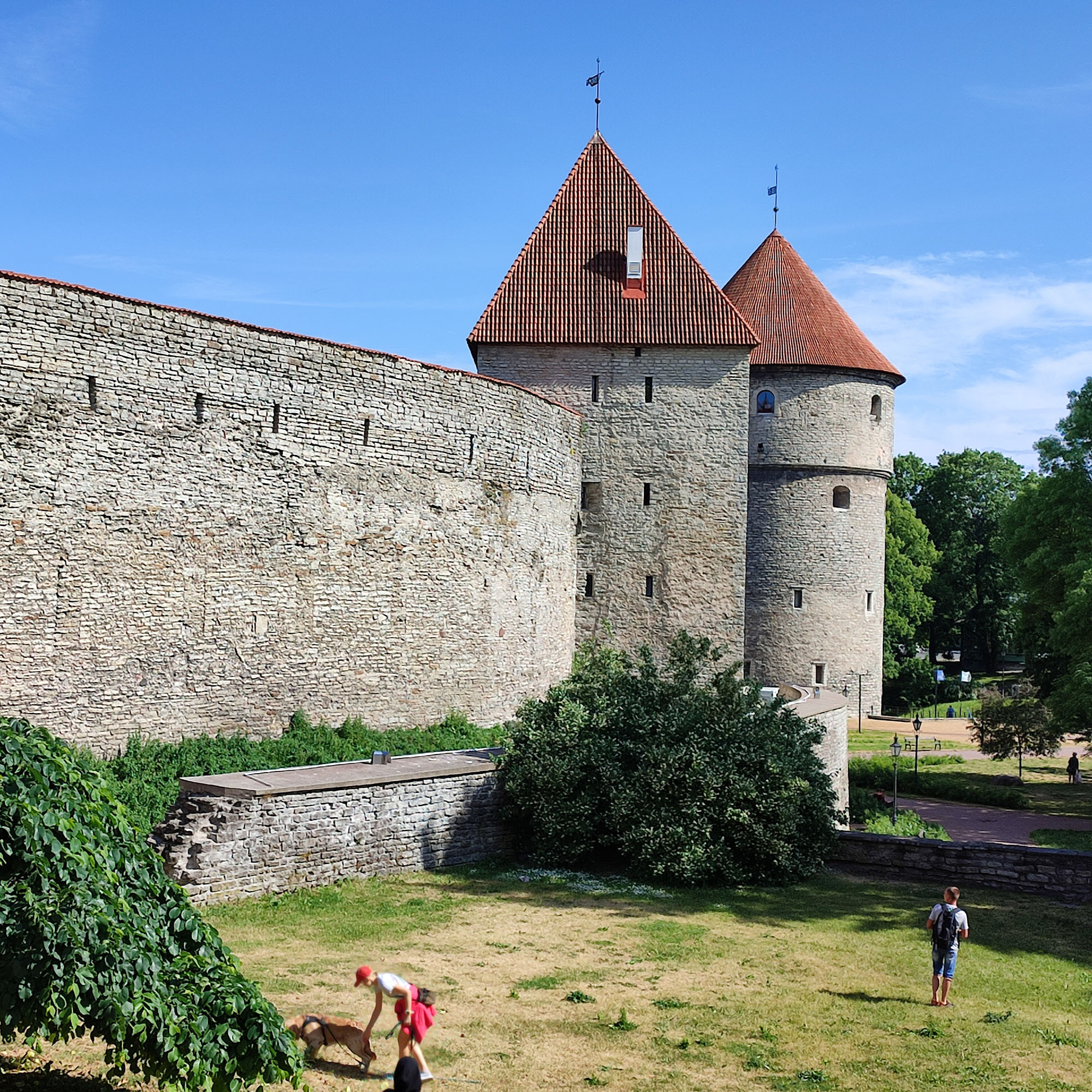
Muralles que encerclen el barri.
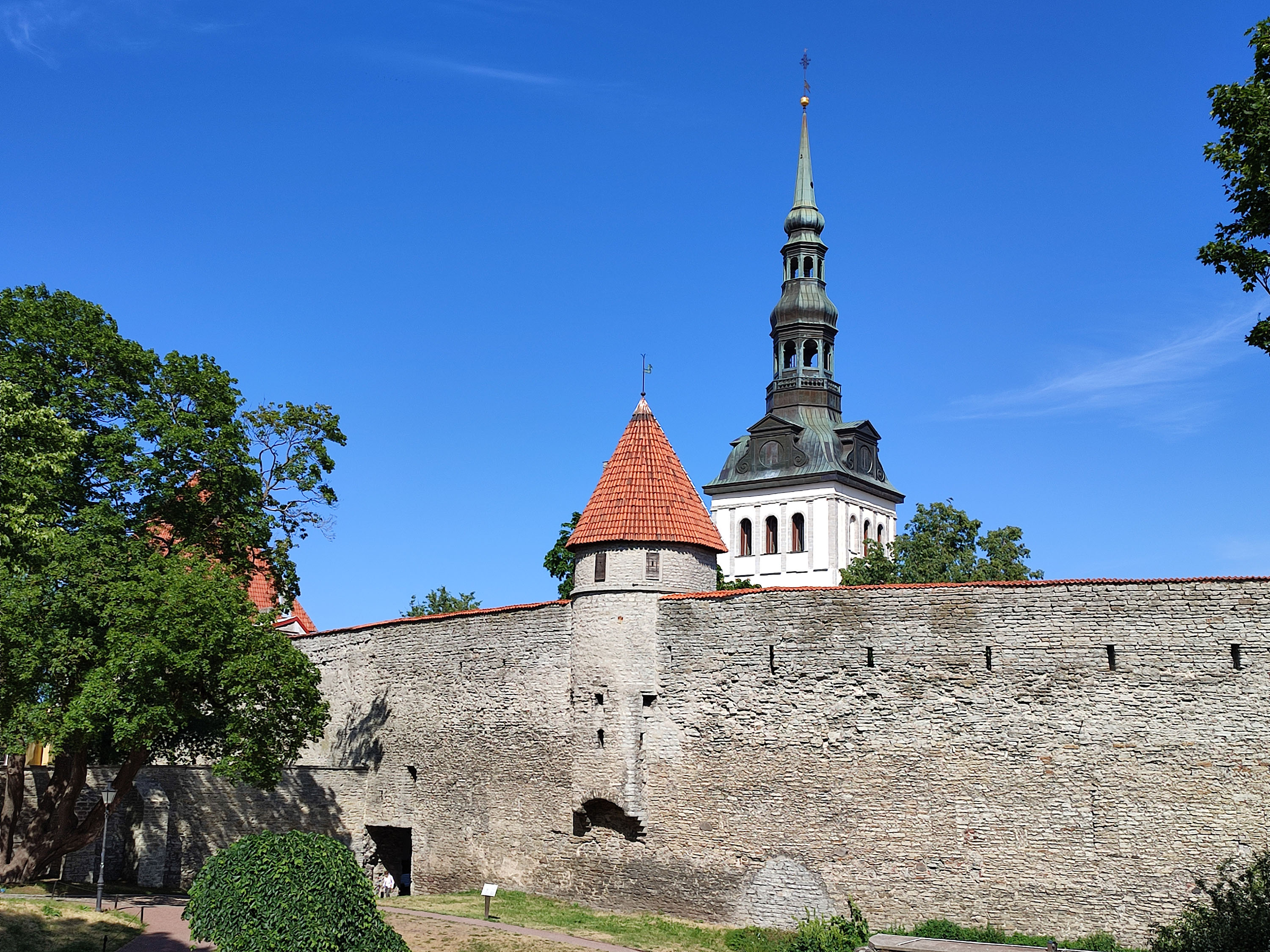
Muralles de Tallin i campanar de Sant Nicolau.